# Тлаке (Гросупље)
Тлаке (словен. Tlake) су насељено место у општини Гросупље, Средњесловенска регија, Словенија.

## Историја
До територијалне реорганизације у Словенији било је у саставу старе општине Гросупље.

## Становништво
У попису становништва из 2011. године, Тлаке је имало 228 становника.
| Број становника према пописима | Број становника према пописима | Број становника према пописима |
| ------------------------------ | ------------------------------ | ------------------------------ |
| 1991                           | 2002                           | 2011                           |
| 107                            | 123                            | 228                            |

Напомена: Године 2007. умањено за део насеља који је припојен насељу Шмарје-Сап.